# Kadamjaï
Kadamjaï (Кадамжай en russe) est un raïon (district) de l'oblast de Batken au Kirghizistan. Sa population était de 157 597 habitants en 2009. Le district de Kadamjaï se trouve dans l'oblast de Batken et son bourg éponyme se situe entre les villes de Khaïdarkan (Aïdarken en khirghize) et de Kyzyl-Kiya. Son chef-lieu administratif est le village de Poulgon (autrefois Frouzenskoïe) adjacent à la bourgade de Kadamjaï. Le raïon est traversé par la rivière Ak-Sou. L'usine de traitement du mercure et de l'antimoine Kadamjaï Antimon, fondée en 1942, est l'une des plus grandes du Kirghizistan. Ce district s'appelait jusqu'en 1992 raïon de Frounzé.

## Géographie
Le raïon est délimité à l'ouest par l'enclave de Sokh appartenant à l'Ouzbékistan et par le raïon de Batken; à l'est et au sud, il est délimité par l'oblast d'Och et au nord par la province de Ferghana appartenant à l'Ouzbékistan. Il entoure l'enclave de Chakhimardan.
73,98 pour cent des habitants sont d'ethnie kirghize; 12,3 pour cent tadjike; 12,2 pour cent ouzbèke, etc. Les Russes qui ont presque tous émigré ne sont plus qu'un millier deux cent mille.
Le district est divisé en onze okrougs ruraux et quatre communautés villageoises de type urbain: Kadamjaï, Aïdarken, Sovietski et Tchaoubaï. 